# ویلیام هیلی دال
ویلیام هیلی دال (William Healey Dall) (زادهٔ ۲۱ اوت ۱۸۴۵ – ۲۷ درگذشتهٔ مارس ۱۹۲۷)، طبیعت‌گرا و نرم‌تن‌شناس آمریکایی و یکی از اولین دانشمندانی بود که درون آلاسکا را کشف کرد. او بسیاری از نرم‌تنان شمال غربی آرام آمریکا را شناسایی و توصیف کرد. او برای سال‌های متمادی از مؤلفان پیشرو در زمینه نرم‌تنان زنده و فسیل بود.
دال همچنین کمک‌های قابل توجهی به علوم پرنده‌شناسی، جانورشناسی، انسان‌شناسی فیزیکی و فرهنگی، اقیانوس‌شناسی و دیرین‌شناسی داشته است. علاوه بر این موارد مشاهدات هواشناسی او در آلاسکا برای مؤسسه اسمیتسونین هم قابل توجه است.

## زندگی‌نامه

### اوایل زندگی
دال در بوستون ماساچوست به‌دنیا آمد. پدرش چارلز هنری اپلتون دال (۱۸۱۶ تا ۱۸۸۶) کشیش مورج یونیتارینیسم بود که در سال ۱۸۵۵ به عنوان مبلغ مذهبی به هند نقل مکان کرد. با این حال خانواده او در ماساچوست ماندن و مادر دال، کارولین ولز هیلی معلم بود. فردی مدافع تعالی گرایی، اصلاح‌طلب و از پیشروان جنبش فمینیسم بود.
پدر دال در سال ۱۸۶۲، زمانی که برای سر زدن به خانواده‌اش آمده بود، پسرش را با چند تن از دانشمندان طبیعت‌شناسی دانشگاه هاروارد که محل تحصیل خودش هم بود، آشنا می‌کند و در سال ۱۸۶۳ زمانی که دال از دبیرستان فارغ‌التحصیل می‌شود، علاقه خاصی به مطالعه دربارهٔ نرم‌تنان پیدا می‌کند. دال در سال ۱۸۶۳ زیر نظر لوییس آگاسیس در موزه جانورشناسی تطبیقی هاروارد، در رشته علوم طبیعی به تحصیل ادامه می‌دهد. آگاسیس در آن زمان که علاقه دال نسبت به نرم‌تن‌شناسی را دیده بود، بسیار به او در این زمینه کمک می‌کند. در آن زمان این رشته خیلی شناخته شده نبود. دال همچنین زیر نظر جفریز وایمن و  دنیل برینرد به تحصیل و مطالعه در زمینه کالبدشناسی و پزشکی پرداخت.

## اولین موقعیت‌ها و اولین سفرهای اکتشافی
دال در شیکاگو کاری پیدا کرد و آنجا با رابرت کنیکات (۱۸۳۵ – ۱۸۶۶) طبیعت‌شناس معروف، در موزه آکادمی علوم شیکاگو آشنا شد. در سال ۱۸۶۵ اتحادیه تلگراف غرب سفری را تدارک دید تا از طریق دریای برینگ مسیرهای ممکن برای خط تلگراف را میان آمریکای جنوبی و روسیه کشف کند، کنیکات به عنوان دانشمند راهنمای این سفر انتخاب شد و با نظر اسپنسر فولرتون بیرد از مؤسسه اسمیتسونین، دال را هم به عنوان دستیار با خود به همراه برد. دال به‌خاطر تخصص‌اش در زمینه بی‌مهره گان و آبزیان برای این سفر انتخاب شد.
در این سفر با کشتی نایتینگل که تحت نظارت چارلز ملویل سامون، طبیعت‌شناس هدایت می‌شد، در توقف‌های اول در آلاسکا دال به کاوش ساحل سیبری پرداخت (که در آن زمان هنوز در قلمرو روسیه بود). اسکمون بی در آلاسکا از روی اسم چارلز اسکومن به این نام گذاشته شد.
در سال ۱۸۶۶ دال کاوش‌هایش را در سفر اکتشافی به سیبری ادامه داد. او در یکی از توقف‌هایش در سنت میشل آلاسکا مطلع شد که کنیکات، زمانی که در حال شناسایی مسیرهای تلگراف در امتداد رود یوکون بوده‌است، بر اثر حمله قلبی در ۱۳ می ۱۸۶۶ درگذشت. دال که تصمیم گرفته بود کار ناتمام کنیکات در رودخانه یوکون را به اتمام برساند، فصل زمستان را در همان‌جا ماند. او به دلیل لغو شدن برنامه سفرش مجبور شد تا پاییز ۱۸۶۸ تحقیقیات را با هزینه‌های خودش پیش ببرد.
در همین زمان، در سال ۱۸۶۷، ایالات متحده حق مالکیت آلاسکا را با قیمت ۷٫۲ میلیون دلار از روسیه خریده بود؛ منطقه‌ای کشف نشده با حیوانات و گیاهانی که دال به تنهایی به عنوان پژوهشگر و دانشمند کشف آنها را بر عهده گرفت.
دال با بازگشت به مؤسسه اسمیتسونین، طبقه‌بندی هزاران گونه‌ای که در طول این سفر جمع‌آوری کرده بود را آغاز کرد. او در سال ۱۸۷۰ گزارش خود را دربارهٔ اولین سفرها با عنوان آلاسکا و منابع طبیعی آن منتشر کرد. او در این گزارش به توصیف رودخانه یوکونف جغرافیا و منابع طبیعی آلاسکا و ساکنان آنجا پرداخت. او همچنین در سال ۱۸۷۰ به عنوان دستیار موقت تحقیقات ساحلی ایالات متحده انتخاب شد که نام آن در سال ۱۸۷۸ به تحقیقات ساحلی و کره سنجی ایالات متحده تغییر پیدا کرد)
دال در سال‌های ۱۸۷۱ تا ۱۸۷۴ به مأموریت‌های اکتشافی و تحقیقاتی دیگری رفت. مأموریت اصلی او انجام پژوهش‌هایی در سواحل آلاسکا بود، اما او از این فرصت برای جمع‌آوری تعداد فراوانی از نمونه‌ها استفاده کرد. در سال‌های ۱۸۷۱ تا ۱۸۷۲ برای انجام تحقیقات به جزیره آلوتیان رفت. در سال ۱۸۷۴ از طریق شونر مؤسسه تحقیقات ساحلی ایالات متحده، به نام یوکون، در خلیج لیتوا بی لنگر انداخت. این منطقه از نظر او به دره یوسمیت در کالیفرنیا شباهت داشت و یخچال طبیعی‌اش را حفظ کرده بود.
دال مجموعه جمع‌آوری شده خود از نرم‌تنان، خارپوستان و فسیل‌ها را برای لوییس آگسیز در موزه جانورشناسی تطبیقی هاروارد ارسال کرد؛ او مجموعه گیاهان را هم برای آساگری در هاروارد فرستاد؛ اشیاء مرتبط نژادشناسی و باستان‌شناسی را نیز به مؤسسه اسمیتسونین ارسال شدند. در سال‌های ۱۸۷۷ تا ۱۸۷۸ او با سفرهای اکتشافی بلیک شناخته می‌شد که در امتداد سواحل شرقی ایالات متحده انجام شده بود.
دال در اوت ۱۸۷۸ برای شرکت در جلسه انجمن پیشرفت علوم بریتانیا در دوبلین در اروپا اقامت داشت. او از این فرصت برای بازدید از مجموعه نرم‌تنان استفاده کرد و با دانشمندان اروپایی ملاقات کرد.

### ۱۸۸۰ و بعد از آن
دال در سال ۱۸۸۰ با آنت ویتنی ازدواج کرد. آنها برای ماه عسل به آلاسکا سفر کردند. بعد از اینکه به سیتکا رسیدند، همسرش به خانه شان در واشینگتن برگشت. دال آخرین مرحله از پژوهش‌هایش را در شونر یوکان آغاز کرد. در این سفر چند نفر دیگر، از جمله ماهی‌شناسی به نام تارلتون هافمن میان (۱۸۴۶ – ۱۹۱۶) او را همراهی می‌کردند.
دال در سال ۱۸۸۲ در کمیته مبارزات انتخاباتی جمهوری‌خواهان شرکت کرد.
در سال ۱۸۸۴ دال پروژه تحقیقاتی سواحل و کره‌سنجی آمریکا را رها کرد. او تا آن زمان بیش از ۴۰۰ مقاله نوشته بود. در سال ۱۸۸۵ او به پژوهشکده زمین‌شناسی ایلات متحده که به تازگی تأسیس شده بود، ملحق شد و در آنجا به عنوان باستان‌شناس مشغول به کار شد. او در موزه ملی آمریکا هم سمت افتخاری سرپرست گروه دیرین‌شناسی بی‌مهرگان را دریافت کرد و در آنجا به مطالعه بی‌مهرگان فسیلی و بی‌مهرگان جدیدتر می‌پرداخت. او تا آخر عمر خود در همین سمت مشغول به کار بود.
دال به عنوان بخشی از کارش برای پژوهشکده زمین‌شناسی ایالات متحده، سفرهای برای مطالعه زمین‌شناسی و فسیل‌ها داشت؛ سفرهایی به نورث وست (۱۸۹۰، ۱۸۹۲، ۱۸۹۵، ۱۸۹۷، ۱۹۰۱ و ۱۹۱۰) فلوریدا (۱۸۹۱) و جورجیا (۱۸۹۳)
در سال ۱۸۹۹ دال به همراه گروهی از دانشمندان نخبه، مثل جان مویر، متخصص یخبندان‌شناسی، در سفر اکتشافی هریمان آلاسکا حضور داشتند. آنها با کشتی بخار تک پیچه جرج دبلیو الدر در امتداد آبدره یخبندان در سواحل آلاسکا، جزایر آلوتیان و تنگه برینگ حرکت کردند.
بسیاری از سرده‌ها و گونه‌های جدید در این سفر تشریح شدند. دال در آلاسکا دانشمندی بی‌رقیب بود و دانشمندان دیگر اغلب هم به خاطر دانش او در زیست‌شناسی و هم به دلیل شناخت او از فرهنگ مردم بومی آلاسکا، شگفت زده می‌شدند. مقالات و گزارش‌های او در راه سفر اکتشافی هریمن آلاسکا که شامل یک فصل است به نام توصیف و اکتشاف آلاسکا و جلد ۱۳، نرم‌تنان خشکی و آب‌های شیرین.
دال دو ماه را در موزه بیشاپ در هاوایی گذراند تا مجموعه صدف‌های آنجا را مورد بررسی قرار دهد.

### انجمن‌ها و افتخارات
دال عضو برگزیده بیشتر انجمن‌های علمی ایالات متحده آمریکا بود، او همچنین نایب‌رئیس آکادمی هنر و علوم آمریکا (۱۸۸۲، ۱۸۸۵) یکی از مؤسسان انجمن ملی جغرافیا و انجمن فلسفه واشینگتن هم بود. در سال ۱۸۹۷ او به عنوان عضوی از آکادمی ملی علوم انتخاب شد. دال همچنین یکی از اعضای خارجی انجمن زمین‌شناسی لندن بود. جایگاه علمی او باعث شد که او مدارک افتخاری مختلفی را نیز دریافت کند. ماونت دال، قله‌ای با ارتفاع ۸۳۹۹ فوت (۲۵۶۰ متر) در رشته کوه آلاسکا که حالا بخشی از پارک ملی و منطقه حفاظت شده دنالی است، به احترام دال توسط ای اچ بروکس در سال ۱۹۰۲ در پژوهشکده زمین‌شناسی ایالات متحده نام‌گذاری شده‌است.